# You'll Be Mine
"You'll Be Mine" é uma canção da DJ e artista australiana Havana Brown, gravada para o seu segundo EP, Whe the Lights Go Out. Conta com a participação do DJ holandês R3hab. O seu lançamento ocorreu a 17 de julho de 2012, servindo como segundo single para promoção do EP. A canção falhou em impactar o ARIA Singles Chart já que as vendas contaram para o EP When the Lights Go Out.
Uma mixagem estendida da faixa, bem como um remix de R3hab e ZROQ, foram lançadas digitalmente e exclusivamente para o Beatport em 21 de setembro de 2012 e posteriormente lançada no Spotify.

## Informação da música
A gravação de pop/rock é uma música up- tempo definida em um tempo comum. É escrita na tonalidade de mi maior e se move a 127 batidas por minuto.
Brown descreveu a inspiração por trás de "You'll Be Mine", dizendo: "quando você é ingênuo; quando você não necessariamente sabe muito sobre alguém, mas tem uma queda por eles e em sua mente está sonhando com namorá-los, casando-se com eles, tendo filhos, e você acredita que eles são perfeitos."

## Faixas e formatos
Download digital – Remixes oficiais
1. "You'll Be Mine" (R3hab Extended Mix) – 5:42
2. "You'll Be Mine" (R3hab & ZROQ Remix) – 4:24